# قاضی در برابر قاضی
قاضی در برابر قاضی (انگلیسی: Judge vs. Judge; کره‌ای: 이판, 사판) یک مجموعه تلویزیونی کره جنوبی سال ۲۰۱۷ با بازی |پارک اون بین، یون وو جین و دونگ ها است. این مجموعه از ۲۲ نوامبر ۲۰۱۷ تا ۱۱ ژانویه ۲۰۱۸ روزهای چهارشنبه و پنجشنبه ساعت ۲۲:۰۰ (کی‌اس‌تی) از اس‌بی‌اس برای ۳۲ قسمت پخش شد.